# 4868 Knushevia
A 4868 Knushevia (ideiglenes jelöléssel 1989 UN2) egy kisbolygó a Naprendszerben. Eleanor F. Helin fedezte fel 1989. október 27-én.